# Melfjorden (Rødøy)
 For alternative betydninger, se Melfjorden. (Se også artikler, som begynder med Melfjorden)
Melfjorden er en 33 kilometer lang fjord i Rødøy kommune i Nordland fylke i Norge. Den har indløb i vest mellem Storbjørnøya ved Rangsundøya i nord og holmen Vikingen i syd. Fjorden går østover mellem Rangsundøya og Tonnes i syd, og drejer mod sydøst på østsiden af Tonneshalvøya. Et lille stykke mod syd langs halvøen svinger Melfjorden østover igen, mens Sørfjorden går videre mod syd til Øresvika og Gjervalen.
Videre østover i fjorden er der kun isolerede gårde på begge sider af fjorden. Ved Nordfjordneset går Nordfjorden nordover. Melfjorden fortsætter mod øst før den gradvis svinger mod sydøst igen. Denne indre del af fjorden har ingen bebyggelse og bratte fjordsider som stiger op til 500-700 meter. Inderst i fjorden ligger bygden Melfjordbotn, som har vejforbindelse mod øst til Rana.